# La mémoire est-elle soluble dans l'eau ?
Pour plus de détails, voir Fiche technique et Distribution.
La mémoire est-elle soluble dans l'eau ? est un documentaire français réalisé par Charles Najman.

## Synopsis
À la fin de la Seconde Guerre mondiale, à la suite de négociations avec l'État d'Israël et avec des organisations juives mondiales, le gouvernement allemand décide d'indemniser les juifs rescapés des camps de concentration en leur offrant notamment une cure thermale tous les deux ans. Le tournage de ce film documentaire qui se passe principalement à Évian-les-Bains met en scène la confrontation collective et leurs témoignages respectifs d'anciens déportés juifs, dont Solange Najman, la mère même du réalisateur. « C'était pour moi la possibilité de raconter la Shoah d'une manière singulière. À l'exemple de Maus, la bande-dessinée de Art Spiegelman », racontera Charles Najman lors de la sortie du film en 1996.

## Fiche technique
- Titre : La mémoire est-elle soluble dans l'eau ?
- Réalisation : Charles Najman
- Scénario : Charles Najman
- Directeur de la photographie : Pierre Novion
- Son : François de Morant
- Montage : Lise Beaulieu
- Production : Patrice Jacquet et Jean-Marc Rouget
- Pays d'origine :  France
- Langues originales : français
- Genre : documentaire
- Format : couleurs - 35 mm
- Durée : 95 minutes
- Année de production : 1995
- Dates de sortie :
- France : 13 novembre 1996
- Allemagne : 22 octobre 1998

## Distribution
- Solange Najman
- Jean-Chrétien Sibertin-Blanc
- Henia Goldzajder
- Salka Rosenberg
- Hélène Alembik
- Simon Fenigistein
- Henry Dymant
- Maurice Najman

## Distinction
- Festival de Dunkerque 1996 : "Prix spécial du jury" et "Prix du jury étudiant"